# مقاطعة كامديش
مقاطعة كامديش، (بالبشتوية: کامدېش ولسوالۍ)‏، (بالفارسية: ولسوالی کامدیش)) هي إحدى مقاطعات ولاية نورستان في شرق أفغانستان، تشترك في الاسم مع مدينة كامديش. كانت في الأصل تابعةً لولاية كنر ثم نُقلت إلى ولاية نورستان حديثة النشأة في عام 2001.

## الحدود
منذ آذار (مارس) 2004، تقع مقاطعة كامديش على الحدود:
- مقاطعة برغ متال  [لغات أخرى]‏ في الشمال.
- من الشرق باكستان
- مقاطعة غازي آباد  [لغات أخرى]‏ ومقاطعة ناري  [لغات أخرى]‏ في ولاية كنر جنوبا.
- مقاطعة ويغال إلى الجنوب الغربي.
- مقاطعة بارون إلى الغرب.

## روابط خارجية
- خريطة المخاطر الطبيعية والمستوطنات iMMap